# Juraj Srijemac
Juraj (Đuro) Srijemac (Kamenica, 1490. – oko 1550.), bio je hrvatski srednjovjekovni povjesničar i kroničar. Latinski ga izvori bilježe pod imenom Georgius Sirmiensis. Bio je osobni kapelan hrvatsko-ugarskog kralja Ludovika II. Nakon što je Ludovik II. poginuo u bitci na Mohačkom polju, prišao je Ivanu Zapolji kojem je postao tajnikom.
Napisao je romanesknu kroniku Epistola de perditione regni Hungarorum, koje hrvatski povjesničar Stjepan Antoljak smatra nekritičnim za jedno povijesno razdoblje.